# Główny podejrzany (serial telewizyjny)
Główny podejrzany (ang. Prime Suspect, 2011-2012) – amerykański serial dramatyczny stworzony przez Lyndę La Plante oraz zrealizowany przez ITV Studios, Film 44, Universal Television i Open 4 Business Productions.
Premiera serialu odbyła się w Stanach Zjednoczonych 22 września 2011 na amerykańskim kanale NBC. Ostatnie dwa odcinki serialu wyemitowano 22 stycznia 2012. W Polsce serial zadebiutował 27 stycznia 2013 na antenie Ale Kino+.

## Fabuła
Serial opisuje perypetie detektyw Jane Timoney (Maria Bello), która pracuje w wydziale zabójstw w Nowym Jorku. Aby przetrwać w zdominowanym przez mężczyzn świecie, kobieta musi pozostać nieugięta i pewna siebie.

## Obsada
- Maria Bello jako detektyw Jane Timoney
- Brían F. O’Byrne jako detektyw Reg Duffy
- Kirk Acevedo jako detektyw Luisito Calderon
- Peter Gerety jako Desmond Timoney, ojciec Jane.
- Tim Griffin jako detektyw Augie Blando
- Damon Gupton jako detektyw Evrard Velerio
- Elizabeth Rodriguez jako detektyw Carolina Rivera (cztery odcinki)
- Joe Nieves jako detektyw Eddie Gautier (tylko pilot)
- Kenny Johnson jako Matt Webb
- Aidan Quinn jako porucznik Kevin Sweeney

## Odcinki
| №  | Nr | Tytuł                                          | Reżyseria             | Scenariusz           | Premiera (NBC)       | Premiera w Polsce (Ale Kino+) |
| -- | -- | ---------------------------------------------- | --------------------- | -------------------- | -------------------- | ----------------------------- |
| 1  | 1  | Pilot                                          | Peter Berg            | Alexandra Cunningham | 22 września 2011     | 27 stycznia 2013              |
| 2  | 2  | Mięsożerna owca Carnivorous Sheep              | Jonas Pate            | Alexandra Cunningham | 29 września 2011     | 27 stycznia 2013              |
| 3  | 3  | Zołza Bitch                                    | Michael Waxman        | Liz Heldens          | 6 października 2011  | 3 lutego 2013                 |
| 4  | 4  | Fajny facet, ale martwy Great Guy, Yet: Dead   | Jonas Pate            | John McNamara        | 13 października 2011 | 3 lutego 2013                 |
| 5  | 5  | Żałuję kilku rzeczy Regrets, I've Had a Few    | Stephen Williams      | Randy Huggins        | 27 października 2011 | 10 lutego 2013                |
| 6  | 6  | Wstyd Shame                                    | Jonas Pate            | Tyler Bensinger      | 3 listopada 2011     | 17 lutego 2013                |
| 7  | 7  | Środowe dziecko Wednesday's Child              | Jonas Pate            | Nichole Beattie      | 10 listopada 2011    | 17 lutego 2013                |
| 8  | 8  | Pod wodą Underwater                            | Stephen Williams      | Roberto Patino       | 17 listopada 2011    | 24 lutego 2013                |
| 9  | 9  | W rozsypce Gone to Pieces                      | Laura Innes           | Ron Fitzgerald       | 1 grudnia 2011       | 10 lutego 2013                |
| 10 | 10 | Boska mozaika A Gorgeous Mosaic                | Gwyneth Horder-Payton | Kevin J. Hynes       | 15 grudnia 2011      | 24 lutego 2013                |
| 11 | 11 | Wielki mur milczenia The Great Wall of Silence | Michael Waxman        | Mike Sheehan         | 22 grudnia 2011      | 3 marca 2013                  |
| 12 | 12 | Słońce zgasło Ain't No Sunshine                | Roxann Dawson         | Eli Bauman           | 22 stycznia 2012     | 3 marca 2013                  |
| 13 | 13 | Skazani na siebie Stuck in the Middle with You | Bart Freundlich       | Alexandra Cunningham | 22 stycznia 2012     | 10 marca 2013                 |